# فرانک باکلی
فرانکلین چارلز باکلی (به انگلیسی: Franklin Charles Buckley) (زادهٔ ۹ نوامبر ۱۸۸۲ - درگذشته ۲۱ دسامبر ۱۹۶۴) بازیکن فوتبال اهل انگلستان بود که سابقهٔ بازی در تیم ملی فوتبال انگلستان را در کارنامهٔ خود دارد. وی در تاریخ ۱۴ فوریه ۱۹۱۴ تنها بازی ملی خود را در مقابل تیم ملی فوتبال ایرلند انجام داد.